# IC 726
IC 726 је лентикуларна галаксија у сазвјежђу Велики медвјед која се налази на листи објеката дубоког неба у Индекс каталогу.
Деклинација објекта је + 33° 23' 34" а ректасцензија 11h 43m 45,5s. Привидна величина (магнитуда) објекта IC 726 износи 16,0 а фотографска магнитуда 17,0.